# Sang Khom (huyện)
Sang Khom (tiếng Thái: สร้างคอม) là một huyện (amphoe) ở phía bắc của tỉnh Udon Thani, đông bắc Thái Lan.

## Địa lý
Các huyện giáp ranh (từ phía đông nam theo chiều kim đồng hồ) là: Ban Dung, Phen và Phon Phisai của Nong Khai Province.

## Lịch sử
Tiểu huyện (king amphoe) được thành lập ngày 15 tháng 5 năm 1975, khi ba tambon Sang Khom, Ban Yuat and
Chiang Da được tách ra từ Phen. On ngày 21 tháng 5 năm 1990 đơn vị này được nâng cấp thành huyện district.

## Hành chính
Huyện này được chia thành 6 phó huyện (tambon), các đơn vị này lại được chia ra thành 52 làng (muban). Không có khu vực đô thị, có 6 Tổ chức hành chính tambon.
| STT. | Tên          | Tên Thái | Số làng | Dân số |  |
| ---- | ------------ | -------- | ------- | ------ |  |
| 1.   | Sang Khom    | สร้างคอม  | 13      | 7.512  |  |
| 2.   | Chiang Da    | เชียงดา   | 8       | 3.397  |  |
| 3.   | Ban Yuat     | บ้านยวด   | 6       | 4.090  |  |
| 4.   | Ban Khok     | บ้านโคก   | 10      | 7.263  |  |
| 5.   | Na Sa-at     | นาสะอาด  | 8       | 2.247  |  |
| 6.   | Ban Hin Ngom | บ้านหินโงม | 7       | 3.932  |  |